# 小行星1037
小行星1037（1037 Davidweilla）是一颗围绕太阳公转的小行星。直径约7公里。 1924年10月29日，本杰明·叶霍夫斯基在北非阿尔及利亚的阿尔及尔天文台发现了該小行星。
該小行星以大衛-威爾（David-Weill）家族成員之一、科學院院士及索邦大學的贊助者命名。

## 参数
这颗小行星的绝对星等为13.6等。